# Первомайский (Измалковский район)
Первомайский — посёлок в Измалковском районе Липецкой области.
Входит в состав Лебяженского сельсовета.

## География
Посёлок расположен на левом берегу реки Семенёк севернее районного центра — села Лебяжье.

## Население
| 2010 |
| ---- |
| 4    |